# The Delivery Man
The Delivery Man è il ventunesimo album discografico del cantautore inglese Elvis Costello, pubblicato nel 2004 dall'etichetta tedesca Deutsche Grammophon. Il disco è stato pubblicato lo stesso giorno de Il Sogno.

## Tracce
Tutte le tracce sono state scritte da Elvis Costello, tranne dove indicato.
1. Button My Lip– 4:54
2. Country Darkness – 3:57
3. There's A Story in Your Voice – 3:43
4. Either Side of the Same Town (Elvis Costello/Jerry Ragovoy) – 3:59
5. Bedlam – 4:48
6. The Delivery Man – 4:38
7. Monkey to Man – 4:28
8. Nothing Clings Like Ivy – 4:17
9. The Name of This Thing Is Not Love – 2:50
10. Heart Shaped Bruise – 4:07
11. She's Pulling Out the Pin – 3:22
12. Needle Time – 5:05
13. The Judgement (Elvis Costello/Cait O'Riordan) – 3:58
14. The Scarlet Tide (T-Bone Burnett/Elvis Costello) – 4:57

## Formazione
- Elvis Costello - voce, chitarra, piano, glockenspiel, tamburello, basso, ukulele
- Steve Nieve - organo, piano, fisarmonica, harmonium, organo Hammond, theremin, melodica
- Davey Faragher - basso, cori
- Pete Thomas - batteria, percussioni

## Classifiche
- Billboard 200 - #40